# Joji Kato
Joji Kato (加藤条治, Kato Joji), né le 6 février 1985 à Yamagata, est un patineur de vitesse japonais.

## Palmarès
- Jeux olympiques
  -  Médaille de bronze sur 500 m en 2010, aux Jeux olympiques d'hiver de 2010 à Vancouver

- Championnats du monde simple distance de patinage de vitesse
  -  Médaille d'or sur 500 m en 2005 à Inzell.